# Thaddeus Vincenty
Thaddeus Vincenty (* 27. Oktober 1920 in Grodzisk, Polen; † 6. März 2002 in Gaithersburg (Maryland), USA) war ein polnisch-US-amerikanischer Geodät.
Von ihm stammt unter anderem ein Algorithmus zur Lösung der ersten und zweiten Hauptaufgabe der Geodäsie aus dem Jahr 1975.
Er war maßgeblich an der Erstellung des NAD83 (North American Datum) beteiligt.
Vincenty wanderte im Jahr 1947 in die USA aus. Seine Ehefrau hieß Barbara. Er hatte eine Tochter mit dem Namen Krysia und zwei Söhne mit den Namen Michael und Richard.